# مارسيلو سارفاس
مارسيلو سارفاس (بالبرتغالية: Marcelo Sarvas‏) (16 أكتوبر 1981 بساو باولو في البرازيل - ) هو لاعب كرة قدم برازيلي في مركز الوسط. لعب مع بولونيا وارسو ودي.سي. يونايتد وكولورادو رابيدز ولوس أنجلوس غلاكسي ونادي كورينثيانز ونادي كارلسكرونا ‏ ونادي ألاجولينسي وIF Limhamn Bunkeflo (men) ‏ ولوس انجلوس غالاكسي 2 ونادي نوروستي الرياضي وMjällby AIF ‏ وKristianstad FC ‏.

## وصلات خارجية
- مارسيلو سارفاس على موقع الدوري الأمريكي (الإنجليزية)
- مارسيلو سارفاس على موقع قاعدة بيانات كرة القدم.إي يو (الإنجليزية)
- مارسيلو سارفاس على موقع قاعدة بيانات كرة القدم.إي يو (الإنجليزية)
- مارسيلو سارفاس على موقع Soccerbase.com (لاعب) (الإنجليزية)
- مارسيلو سارفاس على موقع Soccerway.com (الإنجليزية)
- مارسيلو سارفاس على موقع عالم كرة القدم.نت (الإنجليزية)
- مارسيلو سارفاس على موقع AS.com (الإسبانية)